# PFK Dobroedzja Dobritsj
PFC Dobroedzha Dobritsj (Bulgaars: ПФК Добруджа Добрич) is een Bulgaarse voetbalclub uit Dobritsj. De club speelt in de kleuren groen-geel en is tot dusver de enige Bulgaarse voetbalclub die ooit een beker won in een ander land, namelijk Roemenië. Dit was in 1938 toen de stad Dobritsj nog onder Roemeense bezetting viel. De club speelde 17 seizoenen in de hoogste klasse, de laatste keer in 2003. In 2016 degradeerde de club uit de tweede klasse en kon na twee seizoenen terugkeren. In 2019 volgde een nieuwe degradatie en nu kon de club na één seizoen terugkeren.
Pirin Blagoëvgrad · 
Dobroedzja Dobritsj · 
Marek Doepnitsa ·
Fratrija ·
Lokomotiv Gorna Orjachovitsa ·
Jantra · 
Litex Lovetsj · 
Loedogorets II ·  
Montana · 
Nesebar ·
Minjor Pernik ·
Belasitsa Petritsj ·   
Spartak Pleven ·   
Botev Plovdiv II ·
Doenav Roese ·
Stroemska Slava Radomir · 
CSKA 1948 Sofia II · 
CSKA Sofia II ·
Sportist Svoge · 
Etar Veliko Tarnovo